# Catastrophe de Honda Point

Prise de vue aérienne des navires échoués.

La catastrophe de Honda Point est la plus importante perte en temps de paix de navires de la Marine des États-Unis. Dans la soirée du samedi 8 septembre 1923, sept destroyers d'une flottille de quatorze navires de la classe Clemson circulant à 20 nœuds (37 km/h), se sont échoués à Honda Point, sur la côte nord du canal de Santa Barbara au large de Point Arguello (en) sur la côte du comté de Santa Barbara dans ce qui est depuis 1957 la Vandenberg Air Force Base, en Californie. Deux autres navires s'étant échoués ont pu se dégager. Vingt-trois marins sont morts dans la catastrophe. Les navires échoués ne furent pas remis en service et durent être mis à la ferraille.

## Historique

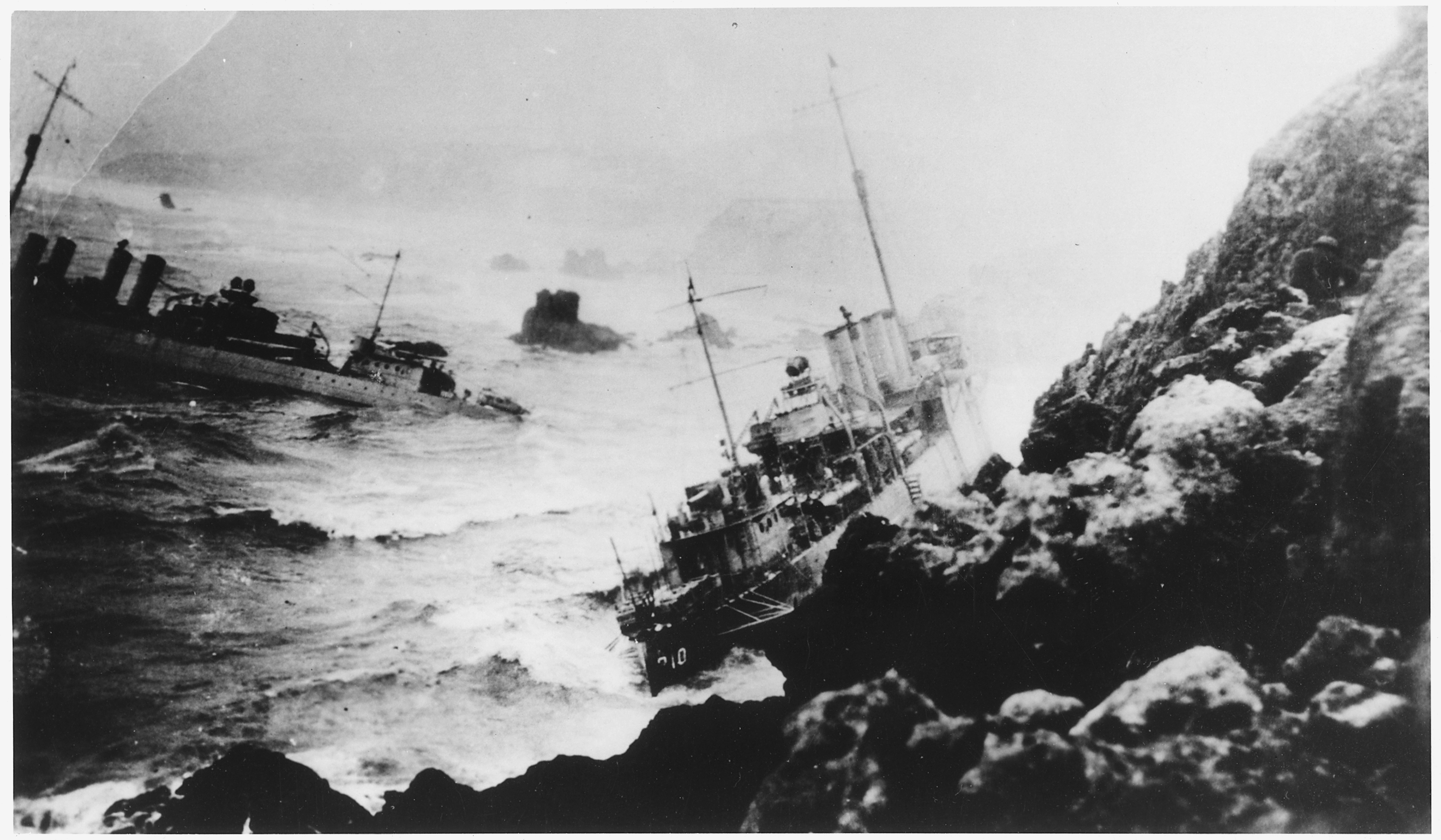
Deux des navires échoués.

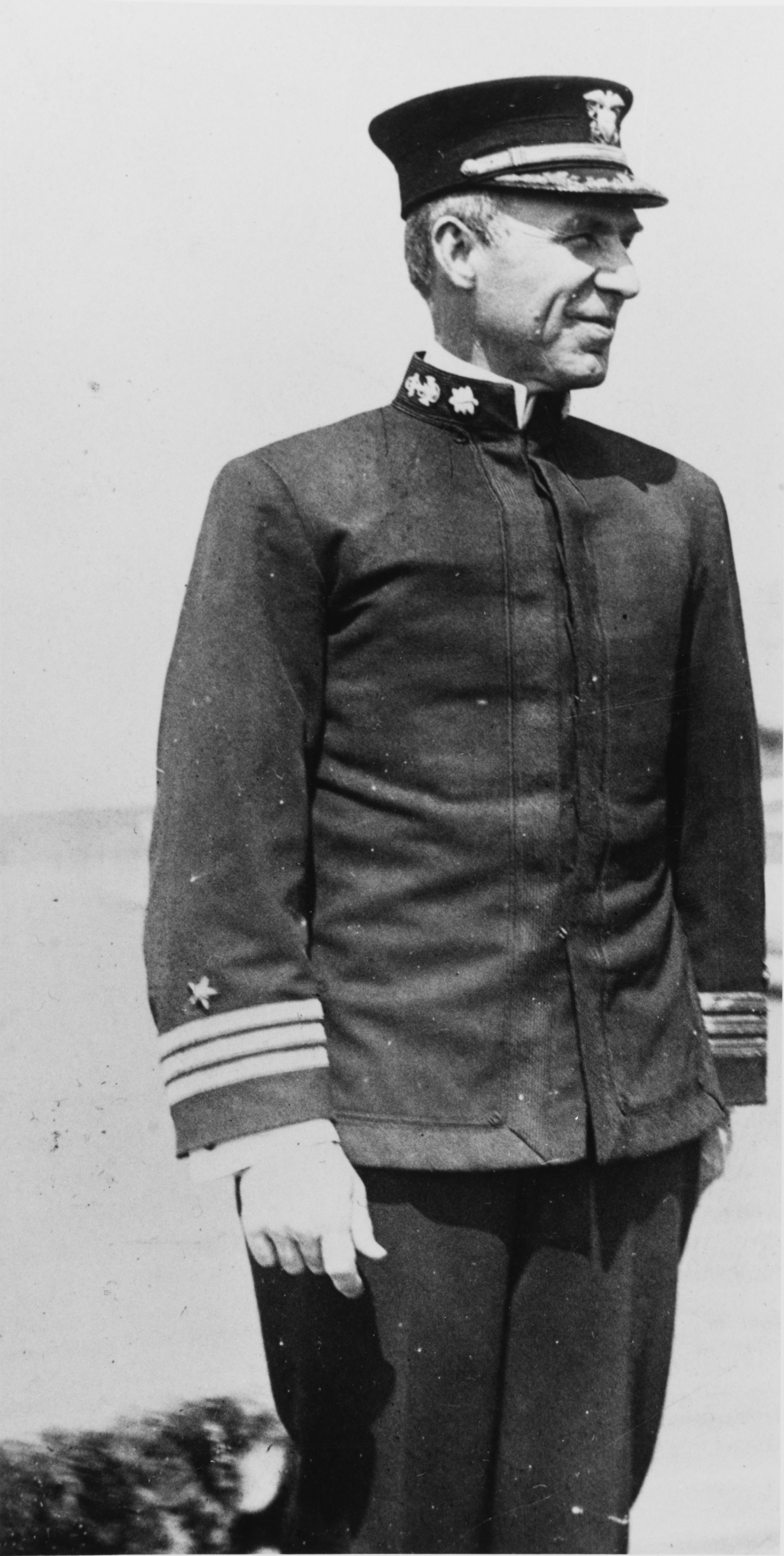
Le capitaine Edward H. Watson en 1915. Ayant perdu toute chance de promotion, il devient commandant adjoint du 14e district naval à Hawaii, où il resta jusqu'à ce qu'il quitte le service actif en novembre 1929.

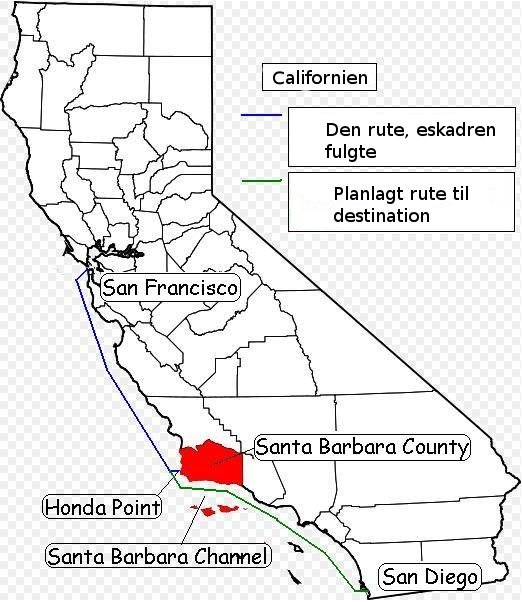
Route prévue par la flottille et route effectivement prise.

Durant l'été 1923, la Battle Fleet basée dans l'océan Pacifique effectue d'importantes manœuvres navales au large de San Francisco. Début septembre, celles-ci se terminent et le Destroyer Squadron 11 (DESRON 11) comptant quatorze de ses dix-neuf destroyers de la classe Clemson (96 m, 1 300 t., équipage de 120 à 130 hommes) qui lui sont affectés retourne vers son port d'attache, la base navale de San Diego. Le capitaine Edward H. Watson commandant l'escadron depuis 1922 et qui a sa marque sur le USS Delphy (DD-261) profite de cette croisière pour poursuivre l'entraînement des équipages.
Le samedi 8 septembre, les destroyers se trouvent dans les eaux du cap Arguello et du cap Conception, non loin de la ville de Lompoc au nord du canal de Santa Barbara. Il s'agit d'un endroit relativement dangereux, souvent brumeux et agité, parsemé d'écueils, des rochers affleurant à la surface de l'eau qui se découvrent à marée basse ; son surnom, datant de la colonisation espagnole, est Quijada del Diablo, la Mâchoire du Diable.
Malgré cela, le commandant fait effectuer par ses navires des exercices de navigation de groupe. Il les place d'abord sur trois colonnes (chacune des divisions de destroyers, la 31e, 32e et 33e formant une colonne). Ensuite, un peu avant 18 h 15, il leur donne l'ordre de se former sur une ligne unique derrière son vaisseau amiral. Les quatorze navires évoluent désormais sur une file s'étendant sur une longueur de 4 km. Le brouillard s'épaissit bientôt et chacun suit le navire que le précède, à vingt nœuds, en se fiant à l'estime du chef du file.
Certains commandants, cependant, ne sont pas tranquilles. la navigation à l'estime nécessite de bien connaitre sa vitesse et sa direction réelle. Or, à l'époque, il subsiste une incertitude d'un ou deux nœuds sur l'estimation de la vitesse. Quant à la route réelle, on n'en est sûr que lorsqu'on connaît parfaitement l'influence des courants, ce qui n'est pas le cas dans ces parages. Le USS Delphy, toutefois, est confiant : il s'appuie sur les relèvements de nouveaux radiophares, dont la précision n'a pourtant jamais été testée.
La flottille fait route au 150 en longeant la côte. Après avoir doublé le cap Conception, Watson change de route et se dirige vers l'est pour prendre le canal de Santa Barbara. Mais il vire trop tôt et le Delphy se jette sur les rochers de la Mâchoire du Diable. Watson commet alors une seconde erreur. Persuadé d'avoir heurté l'île San Miguel, il donne l'ordre à tous ceux qui le suivent de dégager sur la gauche afin de pénétrer dans le canal et d'éviter de faire comme lui. Cet ordre a pour effet de précipiter à la côte les navires qui le suivent.
Le tableau est le suivant : le Delphy est empalé sur les rochers. Arrive ensuite le SP Lee, il frôle le Delphy et va s'échouer le long du rivage. Le troisième est le Young qui s'éventre au sommet d'une roche et prend une très forte gîte, plusieurs marins sont précipités à la mer et se noient. C'est ensuite le tour du Woodbury, du Nicholas, du Fuller puis du Chauncey. Les sept derniers parviennent par miracle à éviter le désastre. Le Delphy, qui tente vainement de se déséchouer, se casse en deux.
Les secours s'organisent aussitôt depuis les destroyers indemnes, quelques navires de pêche et la terre ferme. Ils permettent de sauver les équipages à l'exception de 3 marins du Delphy et de 20 du Young. Une centaine de marins furent blessés et vingt d'entre eux durent aller à l'hôpital.

## Suites de l'accident
Dans un premier temps, on attribue l'accident aux grands désordres océanographiques qui ont perturbé l'océan Pacifique à la suite du séisme du 1er septembre 1923 au Kantō. Pour confirmer cette interprétation, on cite le bateau à vapeur américain SS Cuba de 3 100 tonnes qui s'est mis à la côte de l'île San Miguel le matin même.
Les commandants de chaque navire sont jugés par une cour martiale qui ne retient pas cette explication et prononce de lourdes sanctions contre les officiers responsables de la flottille. Il leur est reproché un manque de prudence caractérisé, compte tenu des dangers de la côte, des incertitudes sur la vitesse des navires et la fiabilité des relèvements radio. Les sept épaves sont vendues quelques mois plus tard et conduites à la démolition.

### Bateaux impliqués
Les navires perdus :

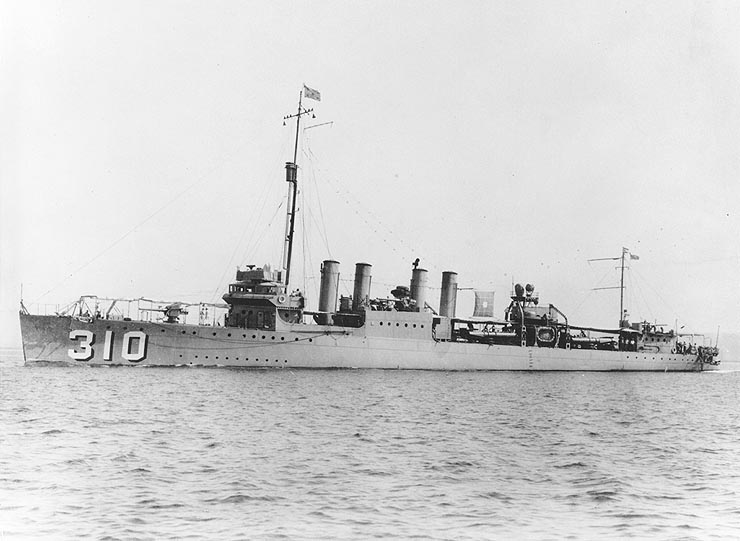
Le USS S. P. Lee (DD-310) avant son échouage.

- USS Delphy (DD-261), était en tête de colonne. Il s'est échoué sur le rivage à 20 nœuds. Après son échouage, il déclenche sa sirène qui alerte quelques-uns des navires dans la colonne, les aidant à éviter la tragédie. Trois hommes sont morts. Il y avait un civil à bord du Delphy. Eugène Tumen, un expert du Japon au Département d'État des États-Unis, était à bord en tant qu'invité du capitaine Watson, qu'il avait d'abord rencontré au Japon.
- USS S. P. Lee (DD-310), était quelques centaines de mètres derrière. A vu le Delphy arrêter brusquement, et se tourna vers bâbord (à gauche) en réponse. Il s'encastra dans la côte.
- USS Young (DD-312), n'a fait aucune tentative pour changer sa trajectoire. Il déchira sa coque sur des rochers submergés et a chaviré sur son flanc droit en quelques minutes. Vingt hommes sont morts.
- USS Woodbury (DD-309), a viré à tribord, mais s'est heurté à une roche au large des côtes.
- USS Nicholas (DD-311) a viré de bord et a également atteint un affleurement rocheux.
- USS Fuller (DD-297), échoué juste à côté du Woodbury.
- USS Chauncey (DD-296), fait une tentative de sauvetage de marins du Young. S'est échoué à proximité.

Légers dommages enregistrés :
- USS Farragut (DD-300) qui après s'être échoué est parvenu à se dégager seul.
- USS Somers (DD-301), légèrement endommagé.

Les navires ayant évité les rochers :
- USS Percival (DD-298)
- USS Kennedy (DD-306)
- USS Paul Hamilton (DD-307)
- USS Stoddert (DD-302)
- USS Thompson (DD-305)